# Az NDK az 1976. évi nyári olimpiai játékokon
Az NDK a kanadai Montréalban megrendezett 1976. évi nyári olimpiai játékok egyik részt vevő nemzete volt. Az országot az olimpián 17 sportágban 267 sportoló képviselte, akik összesen 90 érmet szereztek.

## Érmesek
| Érem  | Versenyző | Sportág       | Versenyszám                    |
| ----- | --- | ------------- | ------------------------------ |
| Arany | Waldemar Cierpinski | Atlétika      | Férfi maraton                  |
| Arany | Udo Beyer | Atlétika      | Férfi súlylökés                |
| Arany | Bärbel Eckert | Atlétika      | Női 200 m                      |
| Arany | Johanna Schaller-Klier | Atlétika      | Női 100 m gát                  |
| Arany | Carla Bodendorf Bärbel Eckert Marlies Göhr Renate Stecher | Atlétika      | Női 4 × 100 m váltó            |
| Arany | Christina Brehmer Doris Maletzki Brigitte Rohde Ellen Strophal-Streidt | Atlétika      | Női 4 × 400 m váltó            |
| Arany | Rosemarie Ackermann | Atlétika      | Női magasugrás                 |
| Arany | Angela Voigt | Atlétika      | Női távolugrás                 |
| Arany | Evelin Schlaak-Jahl | Atlétika      | Női diszkoszvetés              |
| Arany | Ruth Fuchs | Atlétika      | Női gerelyhajítás              |
| Arany | Siegrun Siegl | Atlétika      | Női ötpróba                    |
| Arany | Bernd Landvoigt Jörg Landvoigt | Evezés        | Férfi kormányos nélküli kettes |
| Arany | Harald Jährling Georg Spohr Friedrich-Wilhelm Ulrich | Evezés        | Férfi kormányos kettes         |
| Arany | Karl-Heinz Bußert Wolfgang Güldenpfennig Rüdiger Reiche Michael Wolfgramm | Evezés        | Férfi négypárevezős            |
| Arany | Siegfried Brietzke Andreas Decker Wolfgang Mager Stefan Semmler | Evezés        | Férfi kormányos nélküli négyes |
| Arany | Bernd Baumgart Karl-Heinz Danielowski Gottfried Döhn Ulrich Karnatz Werner Klatt Roland Kostulski Hans-Joachim Lück Karl-Heinz Prudöhl Dieter Wendisch | Evezés        | Férfi nyolcas                  |
| Arany | Christine Scheiblich | Evezés        | Női egypárevezős               |
| Arany | Sabine Heß Andrea Kurth Gabriele Lohs Karin Metze Bianka Schwede | Evezés        | Női kormányos négyes           |
| Arany | Anke Borchmann Jutta Lau Viola Poley Roswietha Zobelt Liane Weigelt | Evezés        | Női kormányos négypárevezős    |
| Arany | Brigitte Ahrenholz Henrietta Ebert Viola Goretzki Monika Kallies Christiane Knetsch Helma Lehmann Irina Müller Ilona Richter Marina Wilke | Evezés        | Női nyolcas                    |
| Arany | Rüdiger Helm | Kajak-kenu    | Férfi kajak egyes 1000 m       |
| Arany | Joachim Mattern Bernd Olbricht | Kajak-kenu    | Férfi kajak kettes 500 m       |
| Arany | Carola Zirzow | Kajak-kenu    | Női kajak egyes 500 m          |
| Arany | Klaus Jürgen-Grünke | Kerékpározás  | Férfi egyéni időfutam          |
| Arany | Nemzeti válogatott Bernd Bransch Jürgen Croy Hans-Jürgen Dörner Hans-Ullrich Grapenthin Wilfried Gröbner Reinhard Häfner Gert Heidler Martin Hoffmann Gerd Kische Lothar Kurbjuweit Reinhard Lauck Wolfram Löwe Dieter Riedel Hans-Jürgen Riediger Hartmut Schade Gerd Weber Konrad Weise | Labdarúgás    | Férfi                          |
| Arany | Jochen Bachfeld | Ökölvívás     | Váltósúly                      |
| Arany | Norbert Klaar | Sportlövészet | Gyorstüzelő pisztoly           |
| Arany | Uwe Potteck | Sportlövészet | Szabadpisztoly                 |
| Arany | Kornelia Ender | Úszás         | Női 100 m gyors                |
| Arany | Kornelia Ender | Úszás         | Női 200 m gyors                |
| Arany | Petra Thümer | Úszás         | Női 400 m gyors                |
| Arany | Petra Thümer | Úszás         | Női 800 m gyors                |
| Arany | Ulrike Richter | Úszás         | Női 100 m hát                  |
| Arany | Ulrike Richter | Úszás         | Női 200 m hát                  |
| Arany | Hannelore Anke | Úszás         | Női 100 m mell                 |
| Arany | Kornelia Ender | Úszás         | Női 100 m pillangó             |
| Arany | Andrea Pollack | Úszás         | Női 200 m pillangó             |
| Arany | Ulrike Tauber | Úszás         | Női 400 m vegyes               |
| Arany | Hannelore Anke Kornelia Ender Rosemarie Kother-Gabriel Carola Nitschke Andrea Pollack Ulrike Richter Birgit Treiber | Úszás         | Női 4 × 100 m vegyes váltó     |
| Arany | Jochen Schümann | Vitorlázás    | Finn dingi                     |
| Ezüst | Hans-Georg Reimann | Atlétika      | Férfi 20 km gyaloglás          |
| Ezüst | Manfred Kokot Klaus-Dieter Kurrat Jörg Pfeifer Alexander Thieme | Atlétika      | Férfi 4 × 100 m váltó          |
| Ezüst | Wolfgang Schmidt | Atlétika      | Férfi diszkoszvetés            |
| Ezüst | Renate Stecher | Atlétika      | Női 100 m                      |
| Ezüst | Christina Brehmer | Atlétika      | Női 400 m                      |
| Ezüst | Gunhild Hoffmeister | Atlétika      | Női 1500 m                     |
| Ezüst | Christine Bodner-Laser | Atlétika      | Női ötpróba                    |
| Ezüst | Hans-Dieter Brüchert | Birkózás      | Szabadfogás, 57 kg             |
| Ezüst | Ullrich Dießner Walter Dießner Rüdiger Kunze Andreas Schulz Johannes Thomas | Evezés        | Férfi kormányos négyes         |
| Ezüst | Petra Boesler Sabine Jahn | Evezés        | Női kétpárevezős               |
| Ezüst | Sabine Dähne Angelika Noack | Evezés        | Női kormányos nélküli kettes   |
| Ezüst | Joachim Mattern Bernd Olbricht | Kajak-kenu    | Férfi kajak kettes 1000 m      |
| Ezüst | Nemzeti válogatott Gabriele Badorek Hannelore Burosch Roswitha Krause Waltraud Kretzschmar Evelyn Matz Liane Michaelis Eva Paskuy Kristina Richter Christina Rost Silvia Siefert Marion Tietz Petra Uhlig Christina Voß Hannelore Zober                                                   | Kézilabda     | Női                            |
| Ezüst | Christa Köhler | Műugrás       | Női egyéni műugrás             |
| Ezüst | Richard Nowakowski | Ökölvívás     | Pehelysúly                     |
| Ezüst | Jürgen Wiefel | Sportlövészet | Gyorstüzelő pisztoly           |
| Ezüst | Harald Vollmar | Sportlövészet | Szabadpisztoly                 |
| Ezüst | Gerd Bonk | Súlyemelés    | +110 kg                        |
| Ezüst | Carola Dombeck | Torna         | Női ugrás                      |
| Ezüst | Petra Priemer | Úszás         | Női 100 m gyors                |
| Ezüst | Birgit Treiber | Úszás         | Női 100 m hát                  |
| Ezüst | Birgit Treiber | Úszás         | Női 200 m hát                  |
| Ezüst | Andrea Pollack | Úszás         | Női 100 m pillangó             |
| Ezüst | Ulrike Tauber | Úszás         | Női 200 m pillangó             |
| Ezüst | Kornelia Ender Claudia Hempel Andrea Pollack Petra Priemer | Úszás         | Női 4 × 100 m gyorsváltó       |
| Bronz | Frank Baumgartl | Atlétika      | Férfi 3000 m akadály           |
| Bronz | Peter Frenkel | Atlétika      | Férfi 20 km gyaloglás          |
| Bronz | Frank Wartenberg | Atlétika      | Férfi távolugrás               |
| Bronz | Renate Stecher | Atlétika      | Női 200 m                      |
| Bronz | Ellen Strophal-Streidt | Atlétika      | Női 400 m                      |
| Bronz | Elfi Zinn | Atlétika      | Női 800 m                      |
| Bronz | Ulrike Klapezynski-Bruns | Atlétika      | Női 1500 m                     |
| Bronz | Gabriele Hinzmann | Atlétika      | Női diszkoszvetés              |
| Bronz | Burglinde Pollak | Atlétika      | Női ötpróba                    |
| Bronz | Heinz-Helmut Wehling | Birkózás      | Kötöttfogás, 68 kg             |
| Bronz | Joachim Dreifke | Evezés        | Férfi egypárevezős             |
| Bronz | Jürgen Bertow Hans-Ulrich Schmied | Evezés        | Férfi kétpárevezős             |
| Bronz | Rüdiger Helm | Kajak-kenu    | Férfi kajak egyes 500 m        |
| Bronz | Frank-Peter Bischof Bernd Duvigneau Rüdiger Helm Jürgen Lehnert | Kajak-kenu    | Férfi kajak négyes 1000 m      |
| Bronz | Bärbel Köster Carola Zirzow | Kajak-kenu    | Női kajak kettes 500 m         |
| Bronz | Hans-Jürgen Geschke | Kerékpározás  | Férfi egyéni sprint            |
| Bronz | Thomas Huschke | Kerékpározás  | Férfi egyéni üldözőverseny     |
| Bronz | Peter Wenzel | Súlyemelés    | 75 kg                          |
| Bronz | Helmut Losch | Súlyemelés    | +110 kg                        |
| Bronz | Michael Nikolay | Torna         | Férfi lólengés                 |
| Bronz | Roland Brückner Rainer Hanschke Bernd Jäger Wolfgang Klotz Lutz Mack Michael Nikolay | Torna         | Férfi csapat összetett         |
| Bronz | Carola Dombeck Gitta Escher Kerstin Gerschau Angelika Hellmann Marion Kische Steffi Kräker | Torna         | Női csapat összetett           |
| Bronz | Roland Matthes | Úszás         | Férfi 100 m hát                |
| Bronz | Rosemarie Kother-Gabriel | Úszás         | Női 200 m pillangó             |
| Bronz | Dieter Below Olaf Engelhardt Michael Zachries | Vitorlázás    | Soling                         |

## Atlétika
Férfi
| Versenyző                                                       | Versenyszám     | Előfutam | Előfutam | Előfutam | Negyeddöntő | Negyeddöntő | Negyeddöntő | Elődöntő | Elődöntő | Elődöntő | Döntő   | Döntő    |
| Versenyző                                                       | Versenyszám     | Idő      | Hely.    | Össz.    | Idő         | Hely.       | Össz.       | Idő      | Hely.    | Össz.    | Idő     | Helyezés |
| --------------------------------------------------------------- | --------------- | -------- | -------- | -------- | ----------- | ----------- | ----------- | -------- | -------- | -------- | ------- | -------- |
| Klaus-Dieter Kurrat                                             | 100 m           | 10,37    | 1.       | 1.*      | 10,29       | 2.          | 2.*         | 10,30    | 3.       | 5.***    | 10,31   | 7.       |
| Alexander Thieme                                                | 100 m           | 10,64    | 2.       | 22.**    | 10,50       | 3.          | 14.         | 10,50    | 8.       | 12.      | kiesett | kiesett  |
| Thomas Munkelt                                                  | 110 m gát       | 13,69    | 1.       | 2.       |             |             |             | 13,48    | 2.       | 3.       | 13,44   | 5.       |
| Frank Siebeck                                                   | 110 m gát       | 14,01    | 5.       | 10.      |             |             |             | 13,74    | 5.       | 8.       | kiesett | kiesett  |
| Frank Baumgartl                                                 | 3000 m akadály  | 8:21,25  | 2.       | 4.       |             |             |             |          |          |          | 8:10,36 |          |
| Waldemar Cierpinski                                             | Maraton         |          |          |          |             |             |             |          |          |          | 2:09:55 |          |
| Peter Frenkel                                                   | 20 km gyaloglás |          |          |          |             |             |             |          |          |          | 1:25:29 |          |
| Hans-Georg Reimann                                              | 20 km gyaloglás |          |          |          |             |             |             |          |          |          | 1:25:13 |          |
| Karl-Heinz Stadtmüller                                          | 20 km gyaloglás |          |          |          |             |             |             |          |          |          | 1:26:50 | 4.       |
| Manfred Kokot Jörg Pfeifer Klaus-Dieter Kurrat Alexander Thieme | 4 × 100 m váltó | 39,42    | 1.       | 4.       |             |             |             | 39,43    | 3.       | 7.       | 38,66   |          |

| Versenyző                | Versenyszám   | Selejtező | Selejtező | Döntő    | Döntő    |
| Versenyző                | Versenyszám   | Eredmény  | Helyezés  | Eredmény | Helyezés |
| ------------------------ | ------------- | --------- | --------- | -------- | -------- |
| Rolf Beilschmidt         | Magasugrás    | 216 cm    | 5.*       | 218 cm   | 7.       |
| Henry Lauterbach         | Magasugrás    | 213 cm    | 20.       | kiesett  | kiesett  |
| Frank Wartenberg         | Távolugrás    | 789 cm    | 5.        | 802 cm   |          |
| Udo Beyer                | Súlylökés     | 19,69 m   | 9.        | 21,05 m  |          |
| Hans-Peter Gies          | Súlylökés     | 20,52 m   | 2.        | 20,47 m  | 5.       |
| Heinz-Joachim Rothenburg | Súlylökés     | 19,92 m   | 5.        | 19,79 m  | 10.      |
| Siegfried Pachale        | Diszkoszvetés | 60,64 m   | 13.       | 64,24 m  | 5.       |
| Wolfgang Schmidt         | Diszkoszvetés | 63,14 m   | 3.        | 66,22 m  |          |
| Norbert Thiede           | Diszkoszvetés | 61,14 m   | 11.       | 64,30 m  | 4.       |
| Jochen Sachse            | Kalapácsvetés | 70,64 m   | 8.*       | 74,30 m  | 6.       |
| Manfred Seidel           | Kalapácsvetés | 70,84 m   | 4.        | 70,02 m  | 10.      |

| Versenyző       | Versenyszám | 100 m | 100 m | Távolugrás | Távolugrás | Súlylökés | Súlylökés | Magasugrás | Magasugrás | 400 m | 400 m | 110 m gát | 110 m gát | Diszkoszvetés | Diszkoszvetés | Rúdugrás | Rúdugrás | Gerelyhajítás | Gerelyhajítás | 1500 m  | 1500 m | Végeredmény | Végeredmény |
| Versenyző       | Versenyszám | Idő   | Pont  | Eredmény   | Pont       | Eredmény  | Pont      | Eredmény   | Pont       | Idő   | Pont  | Idő       | Pont      | Eredmény      | Pont          | Eredmény | Pont     | Eredmény      | Pont          | Idő     | Pont   | Pont        | Helyezés    |
| --------------- | ----------- | ----- | ----- | ---------- | ---------- | --------- | --------- | ---------- | ---------- | ----- | ----- | --------- | --------- | ------------- | ------------- | -------- | -------- | ------------- | ------------- | ------- | ------ | ----------- | ----------- |
| Siegfried Stark | Tízpróba    | 11,35 | 784   | 698 cm     | 809        | 15,08 m   | 795       | 191 cm     | 723        | 49,14 | 855   | 15,65     | 773       | 45,48 m       | 777           | 465 cm   | 804      | 74,18 m       | 953           | 4:24,93 | 778    | 8051        | 6.          |

Női
| Versenyző                                                              | Versenyszám     | Előfutam | Előfutam | Előfutam | Negyeddöntő | Negyeddöntő | Negyeddöntő | Elődöntő         | Elődöntő         | Elődöntő         | Döntő   | Döntő    |
| Versenyző                                                              | Versenyszám     | Idő      | Hely.    | Össz.    | Idő         | Hely.       | Össz.       | Idő              | Hely.            | Össz.            | Idő     | Helyezés |
| ---------------------------------------------------------------------- | --------------- | -------- | -------- | -------- | ----------- | ----------- | ----------- | ---------------- | ---------------- | ---------------- | ------- | -------- |
| Martina Blos                                                           | 100 m           | 11,70    | 6.       | 28.*     | kiesett     | kiesett     | kiesett     | kiesett          | kiesett          | kiesett          | kiesett | kiesett  |
| Marlies Göhr                                                           | 100 m           | 11,36    | 1.       | 9.       | 11,27       | 2.          | 4.          | 11,29            | 4.               | 8.               | 11,34   | 8.       |
| Renate Stecher                                                         | 100 m           | 11,21    | 2.       | 2.       | 11,22       | 1.          | 3.          | 11,10            | 1.               | 2.               | 11,13   |          |
| Renate Stecher                                                         | 200 m           | 22,75    | 1.       | 1.       | 23,04       | 1.          | 4.          | 22,68            | 1.               | 1.               | 22,47   |          |
| Carla Bodendorf                                                        | 200 m           | 22,98    | 1.       | 2.       | 23,20       | 1.*         | 9.*         | 22,84            | 2.               | 3.               | 22,64   | 4.       |
| Bärbel Eckert                                                          | 200 m           | 23,78    | 1.       | 25.*     | 22,85       | 1.          | 1.          | 22,71            | 1.               | 2.               | 22,37   |          |
| Christina Brehmer                                                      | 400 m           | 52,45    | 1.       | 6.*      | 51,67       | 2.          | 8.          | 50,86            | 2.               | 4.               | 50,51   |          |
| Marita Koch                                                            | 400 m           | 52,78    | 3.       | 16.      | 51,87       | 3.          | 13.         | nem állt rajthoz | nem állt rajthoz | nem állt rajthoz | kiesett | kiesett  |
| Ellen Strophal-Streidt                                                 | 400 m           | 52,56    | 1.       | 8.       | 51,33       | 2.          | 4.          | 50,51            | 2.               | 2.               | 50,55   |          |
| Doris Gluth                                                            | 800 m           | 2:00,70  | 3.       | 11.      |             |             |             | 1:59,32          | 4.               | 7.               | 1:58,99 | 7.       |
| Elfi Zinn                                                              | 800 m           | 2:01,54  | 1.       | 13.      |             |             |             | 1:57,56          | 3.               | 5.               | 1:55,60 |          |
| Anita Weiß                                                             | 800 m           | 2:00,48  | 1.       | 7.       |             |             |             | 1:56,53          | 1.               | 1.               | 1:55,74 | 4.       |
| Gunhild Hoffmeister                                                    | 1500 m          | 4:08,23  | 2.       | 8.       |             |             |             | 4:02,45          | 4.               | 4.               | 4:06,02 |          |
| Ulrike Klapezynski-Bruns                                               | 1500 m          | 4:11,62  | 1.       | 18.      |             |             |             | 4:02,13          | 1.               | 1.               | 4:06,09 |          |
| Christiane Stoll-Wartenberg                                            | 1500 m          | 4:07,13  | 2.       | 2.       |             |             |             | 4:08,28          | 8.               | 16.              | kiesett | kiesett  |
| Gudrun Berend                                                          | 100 m gát       | 13,03    | 1.       | 4.       |             |             |             | 12,96            | 2.               | 3.               | 12,82   | 4.       |
| Annelie Ehrhardt                                                       | 100 m gát       | 13,49    | 3.       | 11.      |             |             |             | 13,71            | 5.               | 12.              | kiesett | kiesett  |
| Johanna Schaller-Klier                                                 | 100 m gát       | 13,02    | 2.       | 3.       |             |             |             | 12,93            | 1.               | 1.               | 12,77   |          |
| Marlies Göhr Renate Stecher Carla Bodendorf Bärbel Eckert              | 4 × 100 m váltó | 43,00    | 1.       | 2.       |             |             |             |                  |                  |                  | 42,55   |          |
| Doris Maletzki Brigitte Rohde Ellen Strophal-Streidt Christina Brehmer | 4 × 400 m váltó | 3:23,38  | 1.       | 1.       |             |             |             |                  |                  |                  | 3:19,23 |          |

| Versenyző            | Versenyszám   | Selejtező | Selejtező | Döntő    | Döntő    |
| Versenyző            | Versenyszám   | Eredmény  | Helyezés  | Eredmény | Helyezés |
| -------------------- | ------------- | --------- | --------- | -------- | -------- |
| Rita Schmidt-Kirst   | Magasugrás    | 178 cm    | 22.*      | kiesett  | kiesett  |
| Rosemarie Ackermann  | Magasugrás    | 180 cm    | 15.       | 193 cm   |          |
| Siegrun Siegl        | Távolugrás    | 642 cm    | 4.        | 659 cm   | 4.       |
| Angela Voigt         | Távolugrás    | 644 cm    | 2.        | 672 cm   |          |
| Heidemarie Wycisk    | Távolugrás    | 642 cm    | 5.        | 639 cm   | 7.       |
| Marianne Adam        | Súlylökés     |           |           | 20,55 m  | 4.       |
| Margitta Droese-Pufe | Súlylökés     |           |           | 19,79 m  | 6.       |
| Ilona Slupianek      | Súlylökés     |           |           | 20,54 m  | 5.       |
| Sabine Engel         | Diszkoszvetés | 56,94 m   | 11.       | 65,88 m  | 5.       |
| Gabriele Hinzmann    | Diszkoszvetés | 65,12 m   | 1.        | 66,84 m  |          |
| Evelin Schlaak-Jahl  | Diszkoszvetés | 61,86 m   | 4.        | 69,00 m  |          |
| Ruth Fuchs           | Gerelyhajítás | 62,46 m   | 2.        | 65,94 m  |          |
| Jacqueline Todten    | Gerelyhajítás | 60,70 m   | 5.        | 63,84 m  | 4.       |
| Sabine Sebrowski     | Gerelyhajítás | 55,42 m   | 11.       | 63,08 m  | 5.       |

| Versenyző              | Versenyszám | 100 m gát | 100 m gát | Súlylökés | Súlylökés | Magasugrás | Magasugrás | Távolugrás | Távolugrás | 200 m | 200 m | Végeredmény | Végeredmény |
| Versenyző              | Versenyszám | Idő       | Pont      | Eredmény  | Pont      | Eredmény   | Pont       | Eredmény   | Pont       | Idő   | Pont  | Pont        | Helyezés    |
| ---------------------- | ----------- | --------- | --------- | --------- | --------- | ---------- | ---------- | ---------- | ---------- | ----- | ----- | ----------- | ----------- |
| Christine Bodner-Laser | Ötpróba     | 13,55     | 1043      | 14,29 m   | 813       | 178 cm     | 953        | 627 cm     | 934        | 23,48 | 1031  | 4774        |             |
| Burglinde Pollak       | Ötpróba     | 13,30     | 1080      | 16,25 m   | 945       | 164 cm     | 783        | 630 cm     | 943        | 23,64 | 1016  | 4767        |             |
| Siegrun Siegl          | Ötpróba     | 13,31     | 1078      | 12,92 m   | 722       | 174 cm     | 903        | 649 cm     | 1004       | 23,09 | 1070  | 4777        |             |

* - egy másik versenyzővel azonos eredményt/időt ért el

** - két másik versenyzővel azonos időt ért el

*** - három másik versenyzővel azonos időt ért el

## Birkózás
Kötöttfogású
| Versenyző            | Versenyszám | 1. forduló                         | 2. forduló                              | 3. forduló                             | 4. forduló                          | 5. forduló                      | 6. forduló                     | Döntő                                                                                             | Helyezés    |
| Versenyző            | Versenyszám | Ellenfél Eredmény                  | Ellenfél Eredmény                       | Ellenfél Eredmény                      | Ellenfél Eredmény                   | Ellenfél Eredmény               | Ellenfél Eredmény              | Ellenfél Eredmény                                                                                 | Helyezés    |
| -------------------- | ----------- | ---------------------------------- | --------------------------------------- | -------------------------------------- | ----------------------------------- | ------------------------------- | ------------------------------ | ------------------------------------------------------------------------------------------------- | ----------- |
| Dietmar Hinz         | 48 kg       | erőnyerő                           | I Incshang (Lee In-chang) (KOR) · 16-12 | Salih Bora (TUR) · 22-18               | Gheorghe Berceanu (ROU) · kétvállas | kiesett                         |                                | kiesett                                                                                           | 5.          |
| Heinz-Helmut Wehling | 68 kg       | Manfred Schöndorfer (FRG) · 6-4    | Erasmo Estrada (CUB) · kétvállas        | Patrick Marcy (USA) · kizárták         | Gian Matteo Ranzi (ITA) · kizárták  | Ştefan Rusu (ROU) · kizárták    | Szuren Nalbangyan (URS) · 9-12 | Hozott eredmény · Ştefan Rusu (ROU) · kizárták · Hozott eredmény · Szuren Nalbangyan (URS) · 9-12 |             |
| Klaus-Peter Göpfert  | 74 kg       | Vítězslav Mácha (TCH) · kizárták   | Pétrosz Galaktópulosz (GRE) · 9-6       | Stanisław Krzesiński (POL) · kétvállas | Jan Karlsson (SWE) · 9-5            | Anatolij Bikov (URS) · kizárták |                                | kiesett                                                                                           | 5.          |
| Fredi Albrecht       | 100 kg      | Akijama Jaszunari (JPN) · kizárták | Farkas József (HUN) · kizárták          | Tore Hem (NOR) · kizárták              | kiesett                             |                                 |                                | kiesett                                                                                           | helyezetlen |

Szabadfogású
| Versenyző            | Versenyszám | 1. forduló                        | 2. forduló                                      | 3. forduló                         | 4. forduló                      | 5. forduló                             | 6. forduló                         | Döntő                                                                                   | Helyezés    |
| Versenyző            | Versenyszám | Ellenfél Eredmény                 | Ellenfél Eredmény                               | Ellenfél Eredmény                  | Ellenfél Eredmény               | Ellenfél Eredmény                      | Ellenfél Eredmény                  | Ellenfél Eredmény                                                                       | Helyezés    |
| -------------------- | ----------- | --------------------------------- | ----------------------------------------------- | ---------------------------------- | ------------------------------- | -------------------------------------- | ---------------------------------- | --------------------------------------------------------------------------------------- | ----------- |
| Jürgen Möbius        | 48 kg       | Willi Heckmann (FRG) · kétvállas  | Kudó Akira (JPN) · kizárták                     | kiesett                            | kiesett                         | kiesett                                |                                    | kiesett                                                                                 | helyezetlen |
| Hans-Dieter Brüchert | 57 kg       | Megdiin Khoilogdorj (MGL) · 38-7  | Klinga László (HUN) · kétvállas                 | Vlagyimir Jumin (URS) · 5-10       | Risto Darlev (YUG) · kétvállas  | Jeórjiosz Hadziioanídisz (GRE) · 22-11 | Ramezan Kheder (IRI) · kétvállas   | 1. mérkőzés · Arai Maszao (JPN) · 10-7 · Hozott eredmény · Vlagyimir Jumin (URS) · 5-10 |             |
| Helmut Strumpf       | 62 kg       | Benjamin Varela (PUR) · kétvállas | Jang Dzsongmo (Yang Jeong-Mo) (KOR) · kétvállas | Sergey Timofeyev (URS) · 17-13     | Zeveg Ojdov (MGL) · kizárták    | kiesett                                | kiesett                            | kiesett                                                                                 | 8.          |
| Eberhard Probst      | 68 kg       | Arona Mané (SEN) · kétvállas      | Joseph Gilligan (GBR) · kétvállas               | José Ramos (CUB) · 8-10            | Doncso Zsekov (BUL) · 5-13      | kiesett                                | kiesett                            | kiesett                                                                                 | 8.          |
| Fred Hempel          | 74 kg       | Brian Renken (CAN) · kétvállas    | Jan Karlsson (SWE) · 11-4                       | Date Dzsiicsiró (JPN) · kétvállas  | Kiro Ristov (YUG) · 16-12       | Manszur Barzegar (IRI) · 8-23          |                                    | kiesett                                                                                 | 6.          |
| Horst Stottmeister   | 90 kg       | Peter Neumair (FRG) · kétvállas   | Molnár Géza (HUN) · kizárták                    | Paweł Kurczewski (POL) · kétvállas | Levan Tediasvili (URS) · 3-17   | Frank Andersson (SWE) · 17-6           | Ben Peterson (USA) · 8-13          | kiesett                                                                                 | 4.          |
| Harald Büttner       | 100 kg      | Ivan Jarigin (URS) · 5-13         | Khorloogiin Bayanmönkh (MGL) · 5-9              | kiesett                            | kiesett                         | kiesett                                |                                    | kiesett                                                                                 | helyezetlen |
| Roland Gehrke        | +100 kg     | Lázaro Morales (CUB) · kétvállas  | Heinz Eichelbaum (FRG) · kétvállas              | Nikola Dinev (BUL) · kétvállas     | Mamadou Sakho (SEN) · kétvállas | erőnyerő                               | Szoszlan Angyijev (URS) · kizárták | kiesett                                                                                 | 4.          |

## Cselgáncs
| Versenyző      | Versenyszám  | Csoport | Selejtező         | 32-es főtábla                  | Nyolcaddöntő                 | Negyeddöntő                 | Elődöntő          | Vigaszág negyeddöntő | Vigaszág elődöntő                 | Bronz- mérkőzés              | Döntő             | Helyezés |
| Versenyző      | Versenyszám  | Csoport | Ellenfél Eredmény | Ellenfél Eredmény              | Ellenfél Eredmény            | Ellenfél Eredmény           | Ellenfél Eredmény | Ellenfél Eredmény    | Ellenfél Eredmény                 | Ellenfél Eredmény            | Ellenfél Eredmény | Helyezés |
| -------------- | ------------ | ------- | ----------------- | ------------------------------ | ---------------------------- | --------------------------- | ----------------- | -------------------- | --------------------------------- | ---------------------------- | ----------------- | -------- |
| Dietmar Hötger | Váltósúly    | A       |                   | Molnár Károly (HUN) · GY       | Shagdaryn Chanrav (MGL) · GY | Patrick Vial (FRA) · V      | kiesett           |                      |                                   |                              |                   | 11.      |
| Detlef Ultsch  | Középsúly    | A       |                   | Slavko Obadov (YUG) · V        | kiesett                      | kiesett                     | kiesett           |                      |                                   |                              |                   | 19.      |
| Dietmar Lorenz | Félnehézsúly | B       | erőnyerő          | Robert Van de Walle (BEL) · GY | Antoni Reiter (POL) · GY     | Ninomija Kazuhiro (JPN) · V |                   |                      | An Ungnam (An Ung-Nam) (PRK) · GY | Jörg Röthlisberger (SUI) · V |                   | 5.       |
| Dietmar Lorenz | Nyílt        | B       |                   | Varga Imre (HUN) · V           | kiesett                      | kiesett                     | kiesett           |                      |                                   |                              |                   | 16.      |

## Evezés
Férfi
| Versenyző | Versenyszám              | Előfutam | Előfutam | Vigaszág | Vigaszág | Elődöntő | Elődöntő | Döntő | Döntő   | Döntő | Helyezés |
| Versenyző | Versenyszám              | Idő      | Hely.    | Idő      | Hely.    | Idő      | Hely.    | Típus | Idő     | Hely. | Helyezés |
| --- | ------------------------ | -------- | -------- | -------- | -------- | -------- | -------- | ----- | ------- | ----- | -------- |
| Joachim Dreifke | Egypárevezős             | 7:11,49  | 3.       | erőnyerő | erőnyerő | 6:59,36  | 3.       | A     | 7:38,03 | 3.    |          |
| Hans-Ulrich Schmied Jürgen Bertow | Kétpárevezős             | 6:39,71  | 1.       | erőnyerő | erőnyerő | 6:24,90  | 1.       | A     | 7:17,45 | 3.    |          |
| Jörg Landvoigt Bernd Landvoigt | Kormányos nélküli kettes | 6:49,19  | 1.       | erőnyerő | erőnyerő | 6:33,02  | 1.       | A     | 7:23,31 | 1.    |          |
| Harald Jährling Friedrich-Wilhelm Ulrich Georg Spohr (kormányos)                                                                                                   | Kormányos kettes         | 7:26,03  | 2.       | erőnyerő | erőnyerő | 7:05,76  | 1.       | A     | 7:58,99 | 1.    |          |
| Wolfgang Güldenpfennig Rüdiger Reiche Karl-Heinz Bußert Michael Wolfgramm                                                                                          | Négypárevezős            | 5:50,87  | 2.       | 5:50,36  | 1.       |          |          | A     | 6:18,65 | 1.    |          |
| Siegfried Brietzke Andreas Decker Stefan Semmler Wolfgang Mager | Kormányos nélküli négyes | 6:02,55  | 1.       | erőnyerő | erőnyerő | 5:53,65  | 1.       | A     | 6:37,42 | 1.    |          |
| Andreas Schulz Rüdiger Kunze Walter Dießner Ullrich Dießner Johannes Thomas (kormányos)                                                                            | Kormányos négyes         | 6:27,97  | 1.       | erőnyerő | erőnyerő | 6:11,32  | 1.       | A     | 6:42,70 | 2.    |          |
| Bernd Baumgart Gottfried Döhn Werner Klatt Hans-Joachim Lück Dieter Wendisch Roland Kostulski Ulrich Karnatz Karl-Heinz Prudöhl Karl-Heinz Danielowski (kormányos) | Nyolcas                  | 5:32,17  | 1.       | erőnyerő | erőnyerő |          |          | A     | 5:28,29 | 1.    |          |

Női
| Versenyző | Versenyszám              | Előfutam | Előfutam | Vigaszág | Vigaszág | Döntő | Döntő   | Döntő | Helyezés |
| Versenyző | Versenyszám              | Idő      | Hely.    | Idő      | Hely.    | Típus | Idő     | Hely. | Helyezés |
| --- | ------------------------ | -------- | -------- | -------- | -------- | ----- | ------- | ----- | -------- |
| Christine Scheiblich | Egypárevezős             | 3:36,09  | 1.       | erőnyerő | erőnyerő | A     | 4:05,56 | 1.    |          |
| Sabine Jahn Petra Boesler | Kétpárevezős             | 3:22,35  | 2.       | 3:34,99  | 1.       | A     | 3:47,86 | 2.    |          |
| Angelika Noack Sabine Dähne | Kormányos nélküli kettes | 3:36,26  | 4.       | 3:54,58  | 2.       | A     | 4:01,64 | 2.    |          |
| Karin Metze Bianka Schwede Gabriele Lohs Andrea Kurth Sabine Heß (kormányos)                                                                          | Kormányos négyes         | 3:22,55  | 1.       | erőnyerő | erőnyerő | A     | 3:45,08 | 1.    |          |
| Anke Borchmann Jutta Lau Viola Poley Roswietha Zobelt Liane Weigelt (kormányos)                                                                       | Kormányos négypárevezős  | 3:08,49  | 1.       | erőnyerő | erőnyerő | A     | 3:29,99 | 1.    |          |
| Viola Goretzki Christiane Knetsch Ilona Richter Brigitte Ahrenholz Monika Kallies Henrietta Ebert Helma Lehmann Irina Müller Marina Wilke (kormányos) | Nyolcas                  | 3:01,20  | 1.       | erőnyerő | erőnyerő | A     | 3:33,32 | 1.    |          |

## Kajak-kenu
Férfi
| Versenyző                                                       | Versenyszám         | Előfutam | Előfutam | Előfutam | Vigaszág | Vigaszág | Vigaszág | Elődöntő | Elődöntő | Elődöntő | Döntő   | Döntő    |
| Versenyző                                                       | Versenyszám         | Idő      | Hely.    | Össz.    | Idő      | Hely.    | Össz.    | Idő      | Hely.    | Össz.    | Idő     | Helyezés |
| --------------------------------------------------------------- | ------------------- | -------- | -------- | -------- | -------- | -------- | -------- | -------- | -------- | -------- | ------- | -------- |
| Rüdiger Helm                                                    | Kajak egyes 500 m   | 1:56,06  | 1.       | 6.       | erőnyerő | erőnyerő | erőnyerő | 1:53,21  | 2.       | 3.       | 1:48,30 |          |
| Rüdiger Helm                                                    | Kajak egyes 1000 m  | 3:53,41  | 1.       | 1.       | erőnyerő | erőnyerő | erőnyerő | 3:47,82  | 2.       | 4.       | 3:48,20 |          |
| Joachim Mattern Bernd Olbricht                                  | Kajak kettes 500 m  | 1:40,14  | 1.       | 1.       | erőnyerő | erőnyerő | erőnyerő | 1:39,06  | 1.       | 4.       | 1:35,87 |          |
| Joachim Mattern Bernd Olbricht                                  | Kajak kettes 1000 m | 3:31,94  | 1.       | 3.       | erőnyerő | erőnyerő | erőnyerő | 3:32,58  | 1.       | 12.      | 3:29,33 |          |
| Frank-Peter Bischof Bernd Duvigneau Rüdiger Helm Jürgen Lehnert | Kajak négyes 1000 m | 3:06,75  | 1.       | 2.       | erőnyerő | erőnyerő | erőnyerő | 3:10,84  | 1.       | 1.       | 3:10,76 |          |
| Wilfried Stephan                                                | Kenu egyes 500 m    | 2:09,32  | 1.       | 1.       | erőnyerő | erőnyerő | erőnyerő | 2:07,00  | 1.       | 2.       | 2:00,54 | 5.       |
| Wilfried Stephan                                                | Kenu egyes 1000 m   | 4:25,23  | 2.       | 6.       | erőnyerő | erőnyerő | erőnyerő | 4:18,99  | 3.       | 7.       | 4:22,43 | 7.       |
| Detlef Bothe Hans-Jürgen Tode                                   | Kenu kettes 500 m   | 1:59,39  | 4.       | 8.       | 1:57,07  | 2.       | 6.       | 1:53,85  | 4.       | 11.      | kiesett | kiesett  |
| Detlef Bothe Hans-Jürgen Tode                                   | Kenu kettes 1000 m  | 3:55,73  | 3.       | 8.       | erőnyerő | erőnyerő | erőnyerő | 3:58,26  | 2.       | 4.       | 4:00,37 | 5.       |

Női
| Versenyző                   | Versenyszám        | Előfutam | Előfutam | Előfutam | Vigaszág | Vigaszág | Vigaszág | Elődöntő | Elődöntő | Elődöntő | Döntő   | Döntő    |
| Versenyző                   | Versenyszám        | Idő      | Hely.    | Össz.    | Idő      | Hely.    | Össz.    | Idő      | Hely.    | Össz.    | Idő     | Helyezés |
| --------------------------- | ------------------ | -------- | -------- | -------- | -------- | -------- | -------- | -------- | -------- | -------- | ------- | -------- |
| Carola Zirzow               | Kajak egyes 500 m  | 2:12,54  | 2.       | 3.       | erőnyerő | erőnyerő | erőnyerő | 2:04,21  | 1.       | 1.       | 2:01,05 |          |
| Bärbel Köster Carola Zirzow | Kajak kettes 500 m | 1:52,97  | 1.       | 1.       | erőnyerő | erőnyerő | erőnyerő | 1:50,56  | 1.       | 1.       | 1:51,81 |          |

## Kerékpározás

### Országúti kerékpározás
Férfi
| Versenyző                                                                 | Versenyszám     | Idő             | Helyezés      |
| ------------------------------------------------------------------------- | --------------- | --------------- | ------------- |
| Karl-Dietrich Diers                                                       | Mezőnyverseny   | 4:49:01 (+2:09) | 16.           |
| Hans-Joachim Hartnick                                                     | Mezőnyverseny   | nem ért célba   | nem ért célba |
| Gerhard Lauke                                                             | Mezőnyverseny   | nem ért célba   | nem ért célba |
| Siegbert Schmeißer                                                        | Mezőnyverseny   | nem ért célba   | nem ért célba |
| Karl-Dietrich Diers Hans-Joachim Hartnick Gerhard Lauke Michael Schiffner | Csapat időfutam | 2:14:39 (+5:46) | 10.           |

### Pálya-kerékpározás
Sprintverseny
| Versenyző           | Versenyszám  | 1. forduló                | 1. forduló | Vigaszág             | Vigaszág | Nyolcaddöntő                                          | Nyolcaddöntő | Vigaszág selejtező     | Vigaszág selejtező | Vigaszág döntő       | Vigaszág döntő | Negyeddöntő                       | 5–8. helyért           | 5–8. helyért | Elődöntő                               | Döntő                                                          | Helyezés |
| Versenyző           | Versenyszám  | Ellenfél Győztes idő      | Hely.      | Ellenfél Győztes idő | Hely.    | Ellenfelek Győztes idő                                | Hely.        | Ellenfelek Győztes idő | Hely.              | Ellenfél Győztes idő | Hely.          | Ellenfél Győztes idő              | Ellenfelek Győztes idő | Hely.        | Ellenfél Győztes idő                   | Ellenfél Győztes idő                                           | Helyezés |
| ------------------- | ------------ | ------------------------- | ---------- | -------------------- | -------- | ----------------------------------------------------- | ------------ | ---------------------- | ------------------ | -------------------- | -------------- | --------------------------------- | ---------------------- | ------------ | -------------------------------------- | -------------------------------------------------------------- | -------- |
| Hans-Jürgen Geschke | Férfi egyéni | Vlado Fumić (YUG) · 11,55 | 1.         |                      |          | Xavier Mirander (JAM) · Julio Echeverry (COL) · 11,52 | 1.           |                        |                    |                      |                | Csó Josikazu (JPN) · 12,14, 12,44 |                        |              | Anton Tkáč (TCH) · 11,24, 11,65, 11,13 | Bronzmérkőzés · Dieter Berkmann (FRG) · 11,35, kizárták, 11,42 |          |

Időfutam
| Versenyző           | Versenyszám  | Idő      | Helyezés |
| ------------------- | ------------ | -------- | -------- |
| Klaus Jürgen-Grünke | Férfi egyéni | 1:05,927 |          |

Üldözőversenyek
| Versenyző                                                        | Versenyszám  | Selejtező | Selejtező | Nyolcaddöntő                         | Nyolcaddöntő | Nyolcaddöntő | Negyeddöntő                                                                                     | Negyeddöntő | Negyeddöntő | Elődöntő                                                                                                | Elődöntő  | Elődöntő | Döntő | Döntő     | Helyezés |
| Versenyző                                                        | Versenyszám  | Idő       | Hely.     | Ellenfél Idő                         | Saját idő    | Hely.        | Ellenfél Idő                                                                                    | Saját idő   | Hely.       | Ellenfél Idő                                                                                            | Saját idő | Hely.    | Ellenfél Idő                                                                                               | Saját idő | Helyezés |
| ---------------------------------------------------------------- | ------------ | --------- | --------- | ------------------------------------ | ------------ | ------------ | ----------------------------------------------------------------------------------------------- | ----------- | ----------- | --- | --------- | -------- | --- | --------- | -------- |
| Thomas Huschke                                                   | Férfi egyéni | 4:48,75   | 2.        | Jean-Jacques Rebière (FRA) · 4:57,37 | 4:47,72      | 4.           | Orfeo Pizzoferrato (ITA) · 4:47,89                                                              | 4:47,44     | 1.          | Herman Ponsteen (NED) · 4:52,43                                                                         | 4:59,42   | 4.       | Bronzmérkőzés · Vlagyimir Oszokin (URS) · 4:57,34                                                          | 4:52,71   |          |
| Norbert Dürpisch Thomas Huschke Uwe Unterwalder Matthias Wiegand | Férfi csapat | 4:23,67   | 1.        |                                      |              |              | Hollandia (NED) · Gerrit Möhlmann · Peter Nieuwenhuis · Herman Ponsteen · Gerrit Slot · 4:30,39 | 4:22,69     | 3.          | Szovjetunió (URS) · Vlagyimir Oszokin · Alekszandr Perov · Vitalij Petrakov · Viktor Szokolov · 4:20,95 | 4:25,23   | 3.       | Bronzmérkőzés · Nagy-Britannia (GBR) · Ian Banbury · Michael Bennett · Robin Croker · Ian Hallam · 4:22,41 | 4:22,75   | 4.       |

## Kézilabda

### Női
| Keletnémet női kézilabdacsapat-játékoskeret                                                                                  | Keletnémet női kézilabdacsapat-játékoskeret                                                                         |
| --- | --- |
| - Gabriele Badorek - Hannelore Burosch - Roswitha Krause - Waltraud Kretzschmar - Evelyn Matz - Liane Michaelis - Eva Paskuy | - Kristina Richter - Christina Rost - Silvia Siefert - Marion Tietz - Petra Uhlig - Christina Voß - Hannelore Zober |

#### Eredmények
Csoportkör
| 1976. július 20. | NDK (GDR) | 18 – 12  | Románia (ROU) | Sherbrooke |
| 1976. július 20. | Richter 6 | (11 – 3) | Şoş 4         | Sherbrooke |
| 1976. július 20. |           |          |               | Sherbrooke |

| 1976. július 22. | NDK (GDR) | 24 – 10  | Japán (JPN) | Québec |
| 1976. július 22. | Richter 7 | (12 – 3) | Macusita 4  | Québec |
| 1976. július 22. |           |          |             | Québec |

| 1976. július 24. | NDK (GDR)  | 29 – 4   | Kanada (CAN)         | Montréal |
| 1976. július 24. | Richter 10 | (15 – 2) | Lemaire, Tétreault 2 | Montréal |
| 1976. július 24. |            |          |                      | Montréal |

| 1976. július 26. | NDK (GDR) | 7 – 7   | Magyarország (HUN) | Québec |
| 1976. július 26. | Richter 3 | (2 – 4) | Angyal 3           | Québec |
| 1976. július 26. |           |         |                    | Québec |

| 1976. július 28. | NDK (GDR)             | 11 – 14 | Szovjetunió (URS) | Montréal |
| 1976. július 28. | Krause, Kretzschmar 4 | (5 – 7) | Turcsina 7        | Montréal |
| 1976. július 28. |                       |         |                   | Montréal |

Végeredmény
| Helyezés | Csapat             | M | Gy | D | V | G+ | G–  | Gk  | P  |
| -------- | ------------------ | - | -- | - | - | -- | --- | --- | -- |
| Arany    | Szovjetunió (URS)  | 5 | 5  | 0 | 0 | 92 | 40  | +52 | 10 |
| Ezüst    | NDK (GDR)          | 5 | 3  | 1 | 1 | 89 | 47  | +42 | 7  |
| Bronz    | Magyarország (HUN) | 5 | 3  | 1 | 1 | 85 | 55  | +30 | 7  |
| 4.       | Románia (ROU)      | 5 | 2  | 0 | 3 | 73 | 83  | –10 | 4  |
| 5.       | Japán (JPN)        | 5 | 1  | 0 | 4 | 72 | 115 | –43 | 2  |
| 6.       | Kanada (CAN)       | 5 | 0  | 0 | 5 | 35 | 106 | –71 | 0  |

| Csapat    | Helyezés |
| --------- | -------- |
| NDK (GDR) |          |

## Labdarúgás
| Keletnémet labdarúgócsapat-játékoskeret | Keletnémet labdarúgócsapat-játékoskeret                                                                                                 |
| --- | --- |
| - Bernd Bransch - Jürgen Croy - Hans-Jürgen Dörner - Hans-Ullrich Grapenthin - Wilfried Gröbner - Reinhard Häfner - Gert Heidler - Martin Hoffmann - Gerd Kische | - Lothar Kurbjuweit - Reinhard Lauck - Wolfram Löwe - Dieter Riedel - Hans-Jürgen Riediger - Hartmut Schade - Gerd Weber - Konrad Weise |

### Eredmények
Csoportkör
A csoport
| Csapat        | M            | Gy           | D            | V            | G+           | G–           | Gk           | P            |
| ------------- | ------------ | ------------ | ------------ | ------------ | ------------ | ------------ | ------------ | ------------ |
| Brazília      | 2            | 1            | 1            | 0            | 2            | 1            | +1           | 3            |
| NDK           | 2            | 1            | 1            | 0            | 1            | 0            | +1           | 3            |
| Spanyolország | 2            | 0            | 0            | 2            | 1            | 3            | –2           | 0            |
| Nigéria       | visszalépett | visszalépett | visszalépett | visszalépett | visszalépett | visszalépett | visszalépett | visszalépett |

| 1976. július 18. 12:00 |

| Brazília (BRA) | 0–0         | NDK |
| -------------- | ----------- | --- |
|                | Jegyzőkönyv |     |

| Varsity Stadium, Toronto Nézőszám: 21 643 Játékvezető: John Paterson (skót) |

| 1976. július 22. 12:00 |

| NDK (GDR)  | 1–0               | Spanyolország |
| ---------- | ----------------- | ------------- |
| Dörner 46' | (0–0) Jegyzőkönyv |               |

| Olimpiai Stadion, Montréal Nézőszám: 36 198 Játékvezető: Werner Winsemann (kanadai) |

Negyeddöntő
| 1976. július 25. 12:00 |

| NDK (GDR)                                                  | 4–0               | Franciaország           |
| ---------------------------------------------------------- | ----------------- | ----------------------- |
| Löwe 27' Dörner 60' (11-esből) 68' (11-esből) Riediger 77' | (1–0) Jegyzőkönyv | Rubio 58′ Fernandez 58′ |

| Lansdowne Park, Ottawa Nézőszám: 20 083 Játékvezető: Alberto Michelotti (olasz) |

Elődöntő
| 1976. július 27. 12:00 |

| Szovjetunió (URS)      | 1–2               | NDK                                  |
| ---------------------- | ----------------- | ------------------------------------ |
| Kolotov 84' (11-esből) | (0–0) Jegyzőkönyv | Dörner 59' (11-esből) Kurbjuweit 66' |

| Olimpiai Stadion, Montréal Nézőszám: 57 182 Játékvezető: Marco Antonio Dorantes (mexikói) |

Döntő
| 1976. július 31. |

| NDK (GDR)                         | 3–1               | Lengyelország |
| --------------------------------- | ----------------- | ------------- |
| Schade 7' Hoffmann 14' Häfner 84' | (2–0) Jegyzőkönyv | Lato 59'      |

| Olimpiai Stadion, Montréal Nézőszám: 71 617 Játékvezető: Ramón Barreto (uruguayi) |

| Csapat    | Helyezés |
| --------- | -------- |
| NDK (GDR) |          |

## Műugrás
Férfi
| Versenyző     | Versenyszám        | Selejtező | Selejtező | Döntő   | Döntő    |
| Versenyző     | Versenyszám        | Pont      | Helyezés  | Pont    | Helyezés |
| ------------- | ------------------ | --------- | --------- | ------- | -------- |
| Falk Hoffmann | Egyéni műugrás     | 573,00    | 3.        | 553,53  | 4.       |
| Falk Hoffmann | Egyéni toronyugrás | 513,93    | 7.        | 531,60  | 6.       |
| Frank Taubert | Egyéni toronyugrás | 494,85    | 11.       | kiesett | kiesett  |
| Frank Taubert | Egyéni műugrás     | 493,68    | 13.       | kiesett | kiesett  |
| Dieter Waskow | Egyéni műugrás     | 491,70    | 14.       | kiesett | kiesett  |
| Dieter Waskow | Egyéni toronyugrás | 497,16    | 10.       | kiesett | kiesett  |

Női
| Versenyző           | Versenyszám        | Selejtező | Selejtező | Döntő   | Döntő    |
| Versenyző           | Versenyszám        | Pont      | Helyezés  | Pont    | Helyezés |
| ------------------- | ------------------ | --------- | --------- | ------- | -------- |
| Christa Köhler      | Egyéni műugrás     | 441,90    | 6.        | 469,41  |          |
| Heidi Becker-Ramlow | Egyéni műugrás     | 445,08    | 5.        | 462,15  | 4.       |
| Heidi Becker-Ramlow | Egyéni toronyugrás | 362,37    | 7.        | 365,64  | 8.       |
| Karin Guthke        | Egyéni toronyugrás | 339,00    | 11.       | kiesett | kiesett  |
| Karin Guthke        | Egyéni műugrás     | 441,03    | 7.        | 459,81  | 5.       |
| Kerstin Krause      | Egyéni toronyugrás | 305,46    | 21.       | kiesett | kiesett  |

## Ökölvívás
| Versenyző          | Versenyszám  | Selejtező                     | 32-es főtábla                         | Nyolcaddöntő                     | Negyeddöntő                   | Elődöntő                      | Döntő                          | Helyezés |
| Versenyző          | Versenyszám  | Ellenfél Eredmény             | Ellenfél Eredmény                     | Ellenfél Eredmény                | Ellenfél Eredmény             | Ellenfél Eredmény             | Ellenfél Eredmény              | Helyezés |
| ------------------ | ------------ | ----------------------------- | ------------------------------------- | -------------------------------- | ----------------------------- | ----------------------------- | ------------------------------ | -------- |
| Dietmar Geilich    | Papírsúly    |                               | erőnyerő                              | Armando Guevara (VEN) · 0-5      | kiesett                       | kiesett                       | kiesett                        | 9.       |
| Stefan Förster     | Harmatsúly   | erőnyerő                      | Jakab József (HUN) · 5-0              | erőnyerő                         | Viktor Ribakov (URS) · 2-3    | kiesett                       | kiesett                        | 5.       |
| Richard Nowakowski | Pehelysúly   | erőnyerő                      | Ruben Mares (PHI) · 5-0               | Behzad Ghaedi (IRI) · RSC        | Gheorghe Ciochină (ROU) · KO  | Leszek Kosedowski (POL) · 5-0 | Ángel Herrera (CUB) · KO       |          |
| Ulrich Beyer       | Kisváltósúly | Chand Machiah (IND) · 5-0     | Jesús Navas (VEN) · 5-0               | Francisco de Jesus (BRA) · 5-0   | Sugar Ray Leonard (USA) · 0-5 | kiesett                       | kiesett                        | 5.       |
| Jochen Bachfeld    | Váltósúly    | Ali Bahri Khomani (IRI) · RSC | Athanásziosz Iliádisz (GRE) · 5-0     | Valery Rachkov (URS) · 5-0       | Carmen Rinke (CAN) · 4-1      | Victor Zilberman (ROU) · 3-2  | Pedro José Gamarro (VEN) · 3-2 |          |
| Bernd Wittenburg   | Középsúly    |                               | Bryan Gibson (CAN) · KO               | Luis Felipe Martínez (CUB) · 2-3 | kiesett                       | kiesett                       | kiesett                        | 9.       |
| Ottomar Sachse     | Félnehézsúly |                               | Louis Ngatchou (CMR) · nem vett részt | Joan Claudi Montane (AND) · RSC  | Leon Spinks (USA) · 0-5       | kiesett                       | kiesett                        | 5.       |
| Jürgen Fanghänel   | Nehézsúly    |                               | Viktor Ivanov (URS) · 2-3             | kiesett                          | kiesett                       | kiesett                       | kiesett                        | 15.      |

## Röplabda

### Női
| Keletnémet női röplabdacsapat-játékoskeret                                                                  | Keletnémet női röplabdacsapat-játékoskeret                                                                          |
| --- | --- |
| - Jutta Balster - Barbara Czekalla - Gudrun Gärtner - Hannelore Meincke - Monika Meißner - Ingrid Mierzwiak | - Helga Offen - Cornelia Rickert - Karla Roffeis - Johanna Strotzer - Christine Walther-Mummhardt - Anke Westendorf |

#### Eredmények
Csoportkör
B csoport
|                   |      | Mérkőzések | Mérkőzések | Szettek | Szettek | Szettek | Pontok | Pontok | Pontok |
| Csapat            | Pont | Gy         | V          | Sz+     | Sz–     | SzA     | P+     | P–     | PA     |
| ----------------- | ---- | ---------- | ---------- | ------- | ------- | ------- | ------ | ------ | ------ |
| Szovjetunió (URS) | 6    | 3          | 0          | 9       | 4       | 2,250   | 186    | 137    | 1,358  |
| Dél-Korea (KOR)   | 5    | 2          | 1          | 7       | 7       | 1,000   | 179    | 171    | 1,047  |
| Kuba (CUB)        | 4    | 1          | 2          | 6       | 7       | 0,857   | 150    | 168    | 0,893  |
| NDK (GDR)         | 3    | 0          | 3          | 5       | 9       | 0,556   | 144    | 183    | 0,787  |

| 1976. július 20. 19:30 | NDK (GDR)                 | 1 – 3 | Kuba (CUB) |  |
| 1976. július 20. 19:30 | (15–7, 5–15, 5–15, 13–15) |       |            |  |

| 1976. július 22. 19:30 | NDK (GDR)                         | 2 – 3 | Dél-Korea (KOR) |  |
| 1976. július 22. 19:30 | (15–5, 15–11, 14–16, 2–15, 13–15) |       |                 |  |

| 1976. július 24. 19:30 | Szovjetunió (URS)                 | 3 – 2 | NDK (GDR) |  |
| 1976. július 24. 19:30 | (15–11, 13–15, 11–15, 15–5, 15–1) |       |           |  |

Az 5–8. helyért
| 1976. július 26. 15:00 | Peru (PER)                      | 2 – 3 | NDK (GDR) |  |
| 1976. július 26. 15:00 | (11–15, 9–15, 15–8, 15–8, 8–15) |       |           |  |

Az 5. helyért
| 1976. július 27. 14:00 | NDK (GDR)            | 0 – 3 | Kuba (CUB) |  |
| 1976. július 27. 14:00 | (12–15, 12–15, 8–15) |       |            |  |

| Csapat    | Helyezés |
| --------- | -------- |
| NDK (GDR) | 6.       |

## Sportlövészet
Nyílt
| Versenyző        | Versenyszám           | Pont | Helyezés |
| ---------------- | --------------------- | ---- | -------- |
| Norbert Klaar    | Gyorstüzelő pisztoly  | 597  |          |
| Jürgen Wiefel    | Gyorstüzelő pisztoly  | 596  |          |
| Uwe Potteck      | Szabadpisztoly        | 573  |          |
| Harald Vollmar   | Szabadpisztoly        | 567  |          |
| Thomas Pfeffer   | Futócéllövészet       | 571  | 4.       |
| Peter Gorewski   | Sportpuska, fekvő     | 587  | 37.      |
| Marlies Kanthak  | Sportpuska, fekvő     | 584  | 51.      |
| Marlies Kanthak  | Sportpuska, összetett | 1130 | 32.      |
| Bernd Hartstein  | Sportpuska, összetett | 1150 | 9.       |
| Burckhardt Hoppe | Trap                  | 186  | 4.       |
| Dieter Monien    | Skeet                 | 190  | 26.      |
| Klaus Reschke    | Skeet                 | 196  | 4.       |

## Súlyemelés
| Versenyző       | Versenyszám | Szakítás | Szakítás | Lökés    | Lökés    | Összesen | Helyezés |
| Versenyző       | Versenyszám | Eredmény | Helyezés | Eredmény | Helyezés | Összesen | Helyezés |
| --------------- | ----------- | -------- | -------- | -------- | -------- | -------- | -------- |
| Gunter Ambraß   | 67,5 kg     | 125,0    | 11.      | 170,0    | 2.       | 295,0    | 4.       |
| Wolfgang Hübner | 75 kg       | 142,5    | 4.       | 177,5    | 4.       | 320,0    | 4.       |
| Peter Wenzel    | 75 kg       | 145,0    | 2.       | 182,5    | 3.       | 327,5    |          |
| Peter Petzold   | 90 kg       | 152,5    | 7.       | 192,5    | 5.       | 345,0    | 5.       |
| Jürgen Ciezki   | 110 kg      | 162,5    | 6.       | 210,0    | 5.       | 372,5    | 5.       |
| Gerd Bonk       | +110 kg     | 170,0    | 3.       | 235,0    | 2.       | 405,0    |          |
| Helmut Losch    | +110 kg     | 165,0    | 4.       | 222,5    | 4.       | 387,5    |          |

## Torna
Férfi
| Versenyző                                                                            | Versenyszám      | Selejtező | Selejtező | Döntő    | Döntő    |
| Versenyző                                                                            | Versenyszám      | Pontszám  | Helyezés  | Pontszám | Helyezés |
| ------------------------------------------------------------------------------------ | ---------------- | --------- | --------- | -------- | -------- |
| Roland Brückner                                                                      | Talaj            | 19,05     | 8.        | 19,275   | 4.       |
| Roland Brückner                                                                      | Ugrás            | 19,05     | 11.       | kiesett  | kiesett  |
| Roland Brückner                                                                      | Korlát           | 18,20     | 38.       | kiesett  | kiesett  |
| Roland Brückner                                                                      | Nyújtó           | 18,55     | 39.       | kiesett  | kiesett  |
| Roland Brückner                                                                      | Gyűrű            | 18,60     | 36.       | kiesett  | kiesett  |
| Roland Brückner                                                                      | Lólengés         | 18,55     | 30.       | kiesett  | kiesett  |
| Roland Brückner                                                                      | Egyéni összetett | 112,00    | 24.       | kiesett  | kiesett  |
| Rainer Hanschke                                                                      | Talaj            | 18,60     | 24.       | kiesett  | kiesett  |
| Rainer Hanschke                                                                      | Ugrás            | 17,95     | 78.       | kiesett  | kiesett  |
| Rainer Hanschke                                                                      | Korlát           | 18,50     | 29.       | kiesett  | kiesett  |
| Rainer Hanschke                                                                      | Nyújtó           | 18,70     | 31.       | kiesett  | kiesett  |
| Rainer Hanschke                                                                      | Gyűrű            | 18,75     | 29.       | kiesett  | kiesett  |
| Rainer Hanschke                                                                      | Lólengés         | 19,00     | 11.       | kiesett  | kiesett  |
| Rainer Hanschke                                                                      | Egyéni összetett | 111,50    | 28.       | kiesett  | kiesett  |
| Bernd Jäger                                                                          | Talaj            | 18,10     | 42.       | kiesett  | kiesett  |
| Bernd Jäger                                                                          | Ugrás            | 18,80     | 26.       | kiesett  | kiesett  |
| Bernd Jäger                                                                          | Korlát           | 19,20     | 7.        | 19,200   | 4.       |
| Bernd Jäger                                                                          | Nyújtó           | 19,20     | 10.       | kiesett  | kiesett  |
| Bernd Jäger                                                                          | Gyűrű            | 18,90     | 20.       | kiesett  | kiesett  |
| Bernd Jäger                                                                          | Lólengés         | 18,75     | 23.       | kiesett  | kiesett  |
| Bernd Jäger                                                                          | Egyéni összetett | 112,95    | 18.       | 113,325  | 10.      |
| Wolfgang Klotz                                                                       | Talaj            | 18,75     | 16.       | kiesett  | kiesett  |
| Wolfgang Klotz                                                                       | Ugrás            | 18,85     | 22.       | kiesett  | kiesett  |
| Wolfgang Klotz                                                                       | Korlát           | 18,25     | 36.       | kiesett  | kiesett  |
| Wolfgang Klotz                                                                       | Nyújtó           | 18,65     | 34.       | kiesett  | kiesett  |
| Wolfgang Klotz                                                                       | Gyűrű            | 18,65     | 34.       | kiesett  | kiesett  |
| Wolfgang Klotz                                                                       | Lólengés         | 18,80     | 21.       | kiesett  | kiesett  |
| Wolfgang Klotz                                                                       | Egyéni összetett | 111,95    | 25.       | kiesett  | kiesett  |
| Lutz Mack                                                                            | Talaj            | 18,80     | 15.       | kiesett  | kiesett  |
| Lutz Mack                                                                            | Ugrás            | 18,75     | 30.       | kiesett  | kiesett  |
| Lutz Mack                                                                            | Korlát           | 18,90     | 13.       | kiesett  | kiesett  |
| Lutz Mack                                                                            | Nyújtó           | 18,80     | 25.       | kiesett  | kiesett  |
| Lutz Mack                                                                            | Gyűrű            | 19,20     | 9.        | kiesett  | kiesett  |
| Lutz Mack                                                                            | Lólengés         | 18,55     | 30.       | kiesett  | kiesett  |
| Lutz Mack                                                                            | Egyéni összetett | 113,00    | 17.       | 113,150  | 11.      |
| Michael Nikolay                                                                      | Talaj            | 18,55     | 27.       | kiesett  | kiesett  |
| Michael Nikolay                                                                      | Ugrás            | 18,25     | 62.       | kiesett  | kiesett  |
| Michael Nikolay                                                                      | Korlát           | 18,75     | 17.       | kiesett  | kiesett  |
| Michael Nikolay                                                                      | Nyújtó           | 19,20     | 10.       | kiesett  | kiesett  |
| Michael Nikolay                                                                      | Gyűrű            | 18,70     | 32.       | kiesett  | kiesett  |
| Michael Nikolay                                                                      | Lólengés         | 19,45     | 3.        | 19,525   | *        |
| Michael Nikolay                                                                      | Egyéni összetett | 112,90    | 19.*      | 113,600  | 7.       |
| Roland Brückner Rainer Hanschke Bernd Jäger Wolfgang Klotz Lutz Mack Michael Nikolay | Csapat összetett |           |           | 564,65   |          |

Női
| Versenyző                                                                                  | Versenyszám      | Selejtező | Selejtező | Döntő    | Döntő    |
| Versenyző                                                                                  | Versenyszám      | Pontszám  | Helyezés  | Pontszám | Helyezés |
| ------------------------------------------------------------------------------------------ | ---------------- | --------- | --------- | -------- | -------- |
| Carola Dombeck                                                                             | Talaj            | 18,95     | 24.       | kiesett  | kiesett  |
| Carola Dombeck                                                                             | Ugrás            | 19,50     | 5.        | 19,650   |          |
| Carola Dombeck                                                                             | Felemás korlát   | 19,05     | 30.       | kiesett  | kiesett  |
| Carola Dombeck                                                                             | Gerenda          | 17,40     | 72.       | kiesett  | kiesett  |
| Carola Dombeck                                                                             | Egyéni összetett | 74,90     | 33.       | kiesett  | kiesett  |
| Gitta Escher                                                                               | Talaj            | 19,40     | 6.        | 19,450   | 6.       |
| Gitta Escher                                                                               | Ugrás            | 19,50     | 5.        | 19,550   | 5.       |
| Gitta Escher                                                                               | Felemás korlát   | 19,55     | 10.       | kiesett  | kiesett  |
| Gitta Escher                                                                               | Gerenda          | 19,15     | 8.        | 19,275   | 6.       |
| Gitta Escher                                                                               | Egyéni összetett | 77,60     | 6.        | 77,750   | 6.       |
| Kerstin Gerschau                                                                           | Talaj            | 19,20     | 12.       | kiesett  | kiesett  |
| Kerstin Gerschau                                                                           | Ugrás            | 19,15     | 13.       | kiesett  | kiesett  |
| Kerstin Gerschau                                                                           | Felemás korlát   | 19,65     | 7.        | kiesett  | kiesett  |
| Kerstin Gerschau                                                                           | Gerenda          | 19,00     | 13.       | kiesett  | kiesett  |
| Kerstin Gerschau                                                                           | Egyéni összetett | 77,00     | 12.       | 76,800   | 9.       |
| Angelika Hellmann                                                                          | Talaj            | 19,30     | 10.       | kiesett  | kiesett  |
| Angelika Hellmann                                                                          | Ugrás            | 19,10     | 16.       | kiesett  | kiesett  |
| Angelika Hellmann                                                                          | Felemás korlát   | 19,40     | 14.       | kiesett  | kiesett  |
| Angelika Hellmann                                                                          | Gerenda          | 19,10     | 9.        | 19,450   | 5.       |
| Angelika Hellmann                                                                          | Egyéni összetett | 76,90     | 13.       | kiesett  | kiesett  |
| Marion Kische                                                                              | Talaj            | 19,35     | 8.        | 19,475   | 5.       |
| Marion Kische                                                                              | Ugrás            | 19,15     | 13.       | kiesett  | kiesett  |
| Marion Kische                                                                              | Felemás korlát   | 19,80     | 2.        | 19,750   | 4.       |
| Marion Kische                                                                              | Gerenda          | 18,90     | 16.       | kiesett  | kiesett  |
| Marion Kische                                                                              | Egyéni összetett | 77,20     | 8.        | kiesett  | kiesett  |
| Steffi Kräker                                                                              | Talaj            | 18,70     | 44.       | kiesett  | kiesett  |
| Steffi Kräker                                                                              | Ugrás            | 19,35     | 10.       | kiesett  | kiesett  |
| Steffi Kräker                                                                              | Felemás korlát   | 19,40     | 14.       | kiesett  | kiesett  |
| Steffi Kräker                                                                              | Gerenda          | 18,25     | 38.       | kiesett  | kiesett  |
| Steffi Kräker                                                                              | Egyéni összetett | 75,70     | 21.*      | kiesett  | kiesett  |
| Carola Dombeck Gitta Escher Kerstin Gerschau Angelika Hellmann Marion Kische Steffi Kräker | Csapat összetett |           |           | 385,10   |          |

* - egy másik versenyzővel azonos eredményt ért el

## Úszás
Férfi
| Versenyző                                                   | Versenyszám          | Előfutam | Előfutam | Előfutam | Elődöntő | Elődöntő | Elődöntő | Döntő   | Döntő    |
| Versenyző                                                   | Versenyszám          | Idő      | Hely.    | Össz.    | Idő      | Hely.    | Össz.    | Idő     | Helyezés |
| ----------------------------------------------------------- | -------------------- | -------- | -------- | -------- | -------- | -------- | -------- | ------- | -------- |
| Roger Pyttel                                                | 100 m gyors          | 53,93    | 3.       | 26.      | kiesett  | kiesett  | kiesett  | kiesett | kiesett  |
| Roger Pyttel                                                | 100 m pillangó       | 55,25    | 1.       | 1.       | 54,75    | 1.       | 1.       | 55,09   | 4.       |
| Roger Pyttel                                                | 200 m pillangó       | 2:00,28  | 1.       | 2.       |          |          |          | 2:00,02 | 4.       |
| Hartmut Flöckner                                            | 200 m pillangó       | 2:05,71  | 3.       | 18.      |          |          |          | kiesett | kiesett  |
| Hartmut Flöckner                                            | 100 m pillangó       | 57,66    | 5.       | 23.      | kiesett  | kiesett  | kiesett  | kiesett | kiesett  |
| Roland Matthes                                              | 100 m pillangó       | 56,41    | 2.       | 7.       | 55,88    | 3.       | 7.       | 55,11   | 5.       |
| Roland Matthes                                              | 100 m hát            | 57,98    | 1.       | 2.       | 57,48    | 1.       | 3.       | 57,22   |          |
| Lutz Wanja                                                  | 100 m hát            | 58,38    | 1.       | 6.       | 57,50    | 2.       | 4.       | 57,49   | 5.       |
| Lutz Wanja                                                  | 200 m hát            | 2:08,02  | 3.       | 14.      |          |          |          | kiesett | kiesett  |
| Lutz Löscher                                                | 200 m gyors          | 2:01,00  | 6.       | 47.      |          |          |          | kiesett | kiesett  |
| Lutz Löscher                                                | 400 m gyors          | 4:12,88  | 6.       | 38.      |          |          |          | kiesett | kiesett  |
| Frank Pfütze                                                | 400 m gyors          | 4:04,66  | 2.       | 27.      |          |          |          | kiesett | kiesett  |
| Frank Pfütze                                                | 200 m gyors          | 1:55,57  | 3.       | 21.      |          |          |          | kiesett | kiesett  |
| Rainer Strohbach                                            | 200 m gyors          | 1:55,25  | 3.       | 19.      |          |          |          | kiesett | kiesett  |
| Rainer Strohbach                                            | 400 m gyors          | 4:02,24  | 3.       | 18.      |          |          |          | kiesett | kiesett  |
| Roger Pyttel Wilfried Hartung Rainer Strohbach Frank Pfütze | 4 × 200 m gyorsváltó | 7:40,58  | 2.       | 5.       |          |          |          | 7:38,92 | 5.       |

Női
| Versenyző | Versenyszám            | Előfutam | Előfutam | Előfutam | Elődöntő | Elődöntő | Elődöntő | Döntő   | Döntő    |
| Versenyző | Versenyszám            | Idő      | Hely.    | Össz.    | Idő      | Hely.    | Össz.    | Idő     | Helyezés |
| --- | ---------------------- | -------- | -------- | -------- | -------- | -------- | -------- | ------- | -------- |
| Petra Priemer | 100 m gyors            | 56,95    | 1.       | 3.       | 57,21    | 4.       | 7.       | 56,49   |          |
| Claudia Hempel | 100 m gyors            | 57,35    | 1.       | 5.       | 57,05    | 3.       | 4.       | 56,99   | 6.       |
| Claudia Hempel | 200 m gyors            | 2:03,36  | 1.       | 5.       |          |          |          | 2:04,61 | 7.       |
| Kornelia Ender | 200 m gyors            | 2:02,50  | 1.       | 3.       |          |          |          | 1:59,26 |          |
| Kornelia Ender | 100 m gyors            | 55,81    | 1.       | 1.       | 55,82    | 1.       | 1.       | 55,65   |          |
| Kornelia Ender | 100 m pillangó         | 1:02,45  | 1.       | 7.       | 1:01,03  | 1.       | 1.       | 1:00,13 |          |
| Andrea Pollack | 100 m pillangó         | 1:01,43  | 1.       | 1.       | 1:01,39  | 2.       | 2.       | 1:00,98 |          |
| Andrea Pollack | 200 m gyors            | 2:06,12  | 3.       | 17.      |          |          |          | kiesett | kiesett  |
| Andrea Pollack | 200 m pillangó         | 2:11,56  | 1.       | 1.       |          |          |          | 2:11,41 |          |
| Rosemarie Kother-Gabriel                                                                                            | 200 m pillangó         | 2:12,93  | 1.       | 2.       |          |          |          | 2:12,86 |          |
| Rosemarie Kother-Gabriel                                                                                            | 100 m pillangó         | 1:02,34  | 1.       | 5.       | 1:01,93  | 4.       | 6.       | 1:01,56 | 5.       |
| Ulrike Tauber | 200 m pillangó         | 2:13,50  | 1.       | 3.       |          |          |          | 2:12,50 |          |
| Ulrike Tauber | 400 m vegyes           | 4:51,24  | 1.       | 1.       |          |          |          | 4:42,77 |          |
| Birgit Treiber | 400 m vegyes           | 4:57,39  | 1.       | 6.       |          |          |          | 4:52,40 | 4.       |
| Birgit Treiber | 200 m hát              | 2:17,62  | 1.       | 4.       |          |          |          | 2:14,97 |          |
| Birgit Treiber | 100 m hát              | 1:04,34  | 1.       | 4.*      | 1:04,21  | 2.       | 5.       | 1:03,41 |          |
| Ulrike Richter | 100 m hát              | 1:03,61  | 1.       | 2.       | 1:02,39  | 1.       | 1.       | 1:01,83 |          |
| Ulrike Richter | 200 m hát              | 2:17,58  | 1.       | 3.       |          |          |          | 2:13,43 |          |
| Antje Stille | 200 m hát              | 2:18,07  | 1.       | 7.       |          |          |          | 2:17,55 | 6.       |
| Antje Stille | 100 m hát              | 1:04,34  | 1.       | 4.*      | 1:03,94  | 2.       | 3.       | 1:05,30 | 7.       |
| Sabine Kahle | 400 m vegyes           | 4:56,85  | 2.       | 5.       |          |          |          | 4:53,50 | 5.       |
| Sabine Kahle | 400 m gyors            | 4:19,34  | 3.       | 7.*      |          |          |          | 4:20,42 | 8.       |
| Regina Jäger | 400 m gyors            | 4:20,05  | 2.       | 10.      |          |          |          | kiesett | kiesett  |
| Regina Jäger | 800 m gyors            | 8:49,19  | 2.       | 4.       |          |          |          | 8:50,40 | 7.       |
| Petra Thümer | 800 m gyors            | 8:46,58  | 1.       | 1.       |          |          |          | 8:37,14 |          |
| Petra Thümer | 400 m gyors            | 4:17,20  | 1.       | 5.*      |          |          |          | 4:09,89 |          |
| Hannelore Anke | 100 m mell             | 1:11,11  | 1.       | 1.       | 1:10,86  | 1.       | 1.       | 1:11,16 |          |
| Hannelore Anke | 200 m mell             | 2:37,21  | 1.       | 3.       |          |          |          | 2:36,49 | 4.       |
| Karla Linke | 200 m mell             | 2:37,13  | 1.       | 2.       |          |          |          | 2:36,97 | 5.       |
| Karla Linke | 100 m mell             | 1:15,36  | 3.       | 12.      | 1:14,49  | 4.       | 7.       | 1:14,21 | 8.       |
| Carola Nitschke | 100 m mell             | 1:13,36  | 1.       | 2.       | 1:13,73  | 2.       | 5.       | 1:13,33 | 4.       |
| Carola Nitschke | 200 m mell             | 2:39,06  | 2.       | 8.       |          |          |          | 2:38,27 | 6.       |
| Kornelia Ender Petra Priemer Andrea Pollack Claudia Hempel                                                          | 4 × 100 m gyorsváltó   | 3:48,95  | 1.       | 1.       |          |          |          | 3:45,50 |          |
| Ulrike Richter Hannelore Anke Andrea Pollack Kornelia Ender Birgit Treiber Carola Nitschke Rosemarie Kother-Gabriel | 4 × 100 m vegyes váltó | 4:13,98  | 1.       | 1.       |          |          |          | 4:07,95 |          |

* - egy másik versenyzővel azonos időt ért el

## Vitorlázás
Nyílt
| Versenyző                                     | Versenyszám     | Futam | Futam  | Futam  | Futam | Futam | Futam | Futam  | Pontszám | Helyezés |
| Versenyző                                     | Versenyszám     | 1     | 2      | 3      | 4     | 5     | 6     | 7      | Pontszám | Helyezés |
| --------------------------------------------- | --------------- | ----- | ------ | ------ | ----- | ----- | ----- | ------ | -------- | -------- |
| Jochen Schümann                               | Finn dingi      | 5,7   | 3,0    | (18,0) | 18,0  | 0,0   | 3,0   | 5,7    | 35,4     |          |
| Jörg Schramme Uwe Steingroß                   | Repülő hollandi | 22,0  | (23,0) | 21,0   | 20,0  | 11,7  | 15,0  | 20,0   | 109,7    | 15.      |
| Dieter Below Olaf Engelhardt Michael Zachries | Soling          | 10,0  | 8,0    | 5,7    | 5,7   | 10,0  | 8,0   | (13,0) | 47,4     |          |

## Vívás
Férfi
| Versenyző      | Versenyszám | Selejtező | Selejtező | Selejtező | Selejtező | Selejtező | Selejtező | Főtábla                         | Főtábla           | Vigaszág                    | Vigaszág          | Vigaszág          | Döntő             | Döntő   | Helyezés |
| Versenyző      | Versenyszám | 1. kör | 1. kör    | 2. kör | 2. kör    | 3. kör | 3. kör    | 1. kör                          | 2. kör            | 1. kör                      | 2. kör            | 3. kör            | Döntő             | Döntő   | Helyezés |
| Versenyző      | Versenyszám | Ellenfél Eredmény | Hely.     | Ellenfél Eredmény | Hely.     | Ellenfél Eredmény | Hely.     | Ellenfél Eredmény               | Ellenfél Eredmény | Ellenfél Eredmény           | Ellenfél Eredmény | Ellenfél Eredmény | Ellenfél Eredmény | Hely.   | Helyezés |
| -------------- | ----------- | --- | --------- | --- | --------- | --- | --------- | ------------------------------- | ----------------- | --------------------------- | ----------------- | ----------------- | ----------------- | ------- | -------- |
| Klaus Haertter | Tőr, egyéni | A. csoport · Christian Noël (FRA) · 2-5 · Greg Benko (AUS) · 5-0 · Stefano Simoncelli (ITA) · 5-0 · Roger Kam (HKG) · 5-0 · Ahmed Al-Arbeed (KUW) · 5-0 · Jorge Garbey (CUB) · 3-5 | 2.        | D. csoport · Klaus Reichert (FRG) · 4-5 · Ed Ballinger (USA) · 5-1 · Mihai Ţiu (ROU) · 5-3 · Eduardo Jhons (CUB) · 5-4 · Komatist József (HUN) · 4-5 | 2.        | C. csoport · Aljakszandr Ramanykov (URS) · 2-5 · Bernard Talvard (FRA) · 5-3 · Graham Paul (GBR) · 5-1 · Jorge Garbey (CUB) · 5-2 · Komatist József (HUN) · 4-5 | 2.        | Vaszil Sztankovics (URS) · 2-10 |                   | Christian Noël (FRA) · 7-10 | kiesett           | kiesett           | kiesett           | kiesett | 13.      |